# Dom urodzin generała Władysława Sikorskiego w Tuszowie Narodowym
Dom urodzin generała Władysława Sikorskiego – izba pamięci upamiętniająca miejsce urodzenia się Władysława Sikorskiego w Tuszowie Narodowym.

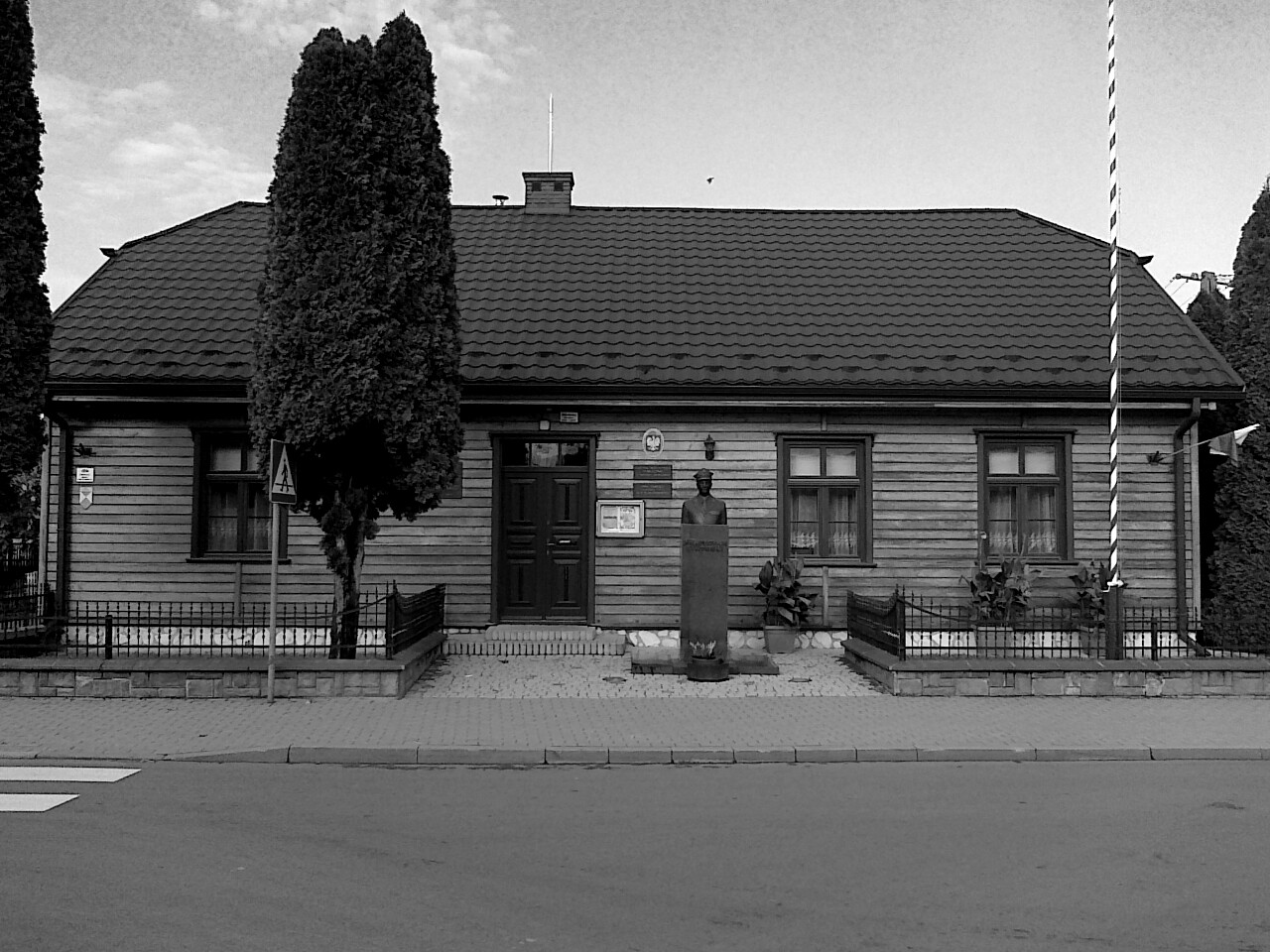
Dom urodzin gen. Władysława Sikorskiego w Tuszowie Narodowym

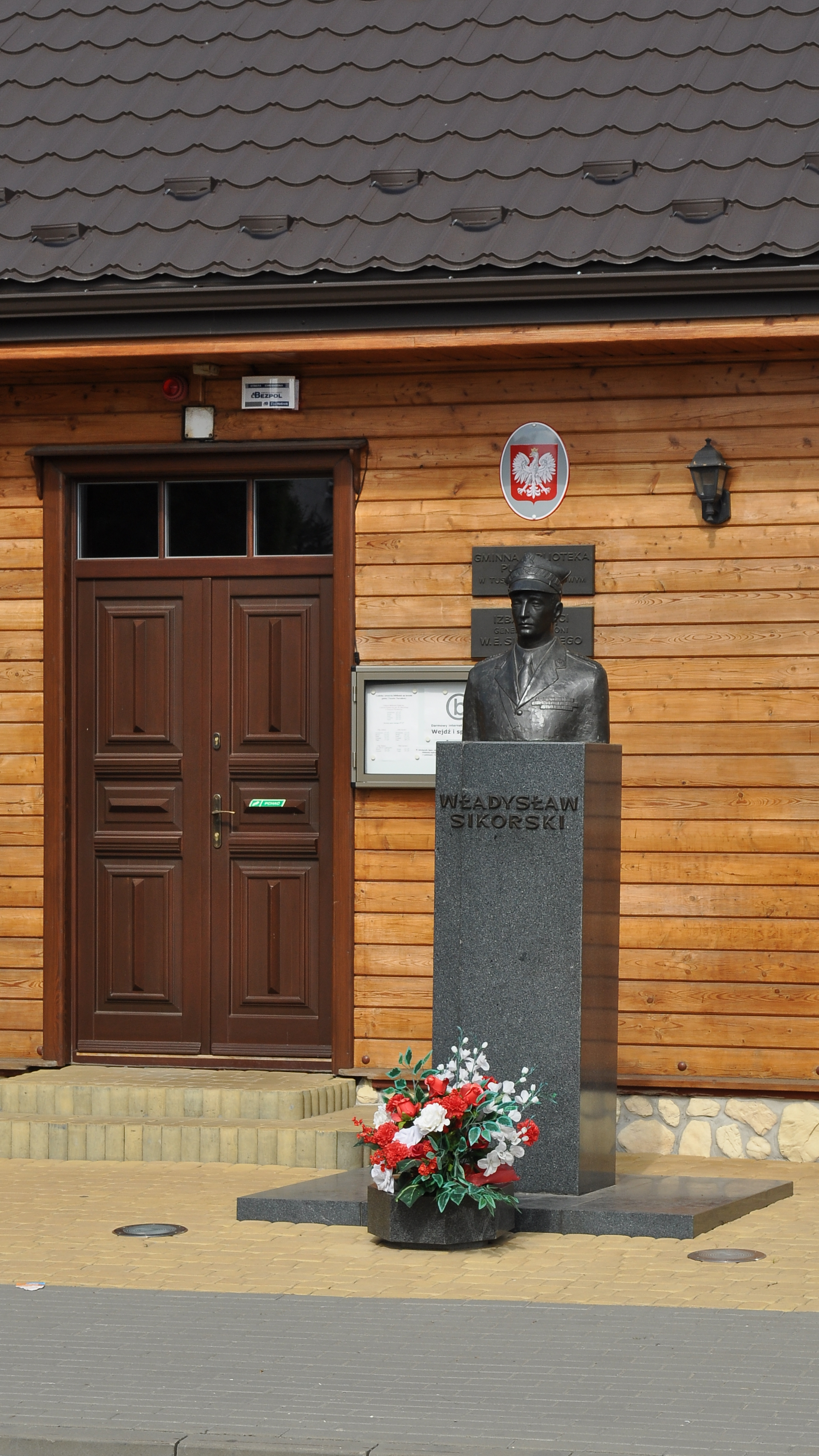
Dom rodzinny i pomnik gen. Wł. Sikorskiego w Tuszowie Narodowym

## Historia
Dom, w którym urodził się generał Władysław Sikorski, został wybudowany w 1869 roku nakładem gromady Tuszów Narodowy z przeznaczeniem na szkołę i mieszkanie dla nauczyciela. W 1881 roku zamieszkał tutaj Tomasz Sikorski (zm. 1885) – ojciec przyszłego generała, z żoną i dwójką dzieci i objął posadę w miejscowej szkole. 20 maja 1881 roku w tym domu urodził się Władysław jako trzecie z kolei dziecko Tomasza i Emilii. Od 1904 roku, po wybudowaniu nowej szkoły w Tuszowie, do 1973 roku, budynek ten był siedzibą gminy, następnie mieścił się tutaj Bank Spółdzielczy, Urząd Pocztowy i Biblioteka. W 1987 roku budynek wraz z działką stał się własnością biblioteki i od 1988 roku rozpoczął się jego remont kapitalny, trwający do lipca 1990 roku. 26 sierpnia 1990 roku budynek został oficjalnie otwarty, poświęcony i oddany do użytkowania. Mieści się w nim Gminna Biblioteka Publiczna i utworzona przez bibliotekarzy Izba Pamięci Generała Sikorskiego.